# Bruno Souza (político)
Bruno André de Souza (Florianópolis, 20 de agosto de 1984) é um administrador, empresário e político brasileiro, filiado ao PL. Foi verador pela capital, e deputado estadual por Santa Catarina. É o atual Secretário Muncipal de Assistência Social de Florianópolis.

## Vida pessoal
É graduado em Ciências Contábeis pela UFSC, e em Administração Empresarial pela UDESC. É pós-graduado e possui MBA em Marketing pela FAE, de Curitiba..

## Carreira política
Filiado ao PSD, concorreu para cargo de verador em Florianópolis, em 2012. Não logrou êxito, obtendo 0,63%, ou, 1.491 votos. Em 2016, filiado ao PSB, concorreu ao mesmo cargo, sendo eleito, com 1,38%, ou, 3.326 votos.
Foi autor do Projeto de Lei Complementar nº 1.706/2018, que libera o horário de funcionamento do comércio, indústria e serviços em Florianópolis e, junto com Fábio Braga (PTB), propôs a liberação da ocupação do passeio público por bares a qualquer hora do dia ou da noite.

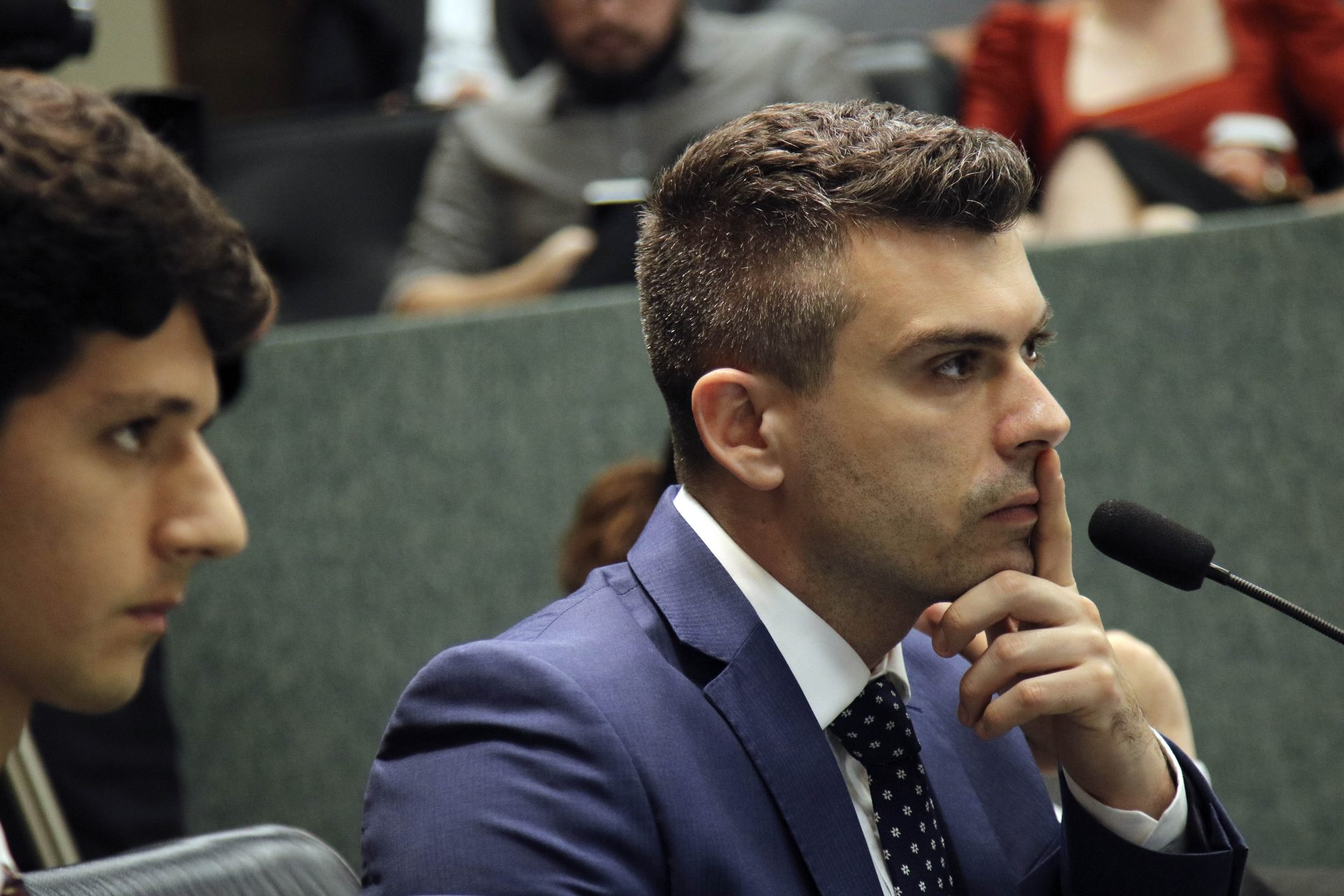
Bruno Souza em uma das reuniões da CPI da Ponte Hercílio Luz

Em 2018, concorreu para Deputado Estadual, sendo eleito com 0,89%, ou, 32.512 votos. Em 2019, se desfiliou do PSB, ingressando no NOVO.
É autor do Projeto de Lei Complementar que regulamenta o ensino domiciliar, conhecido como homeschooling, trazendo uma alternativa aos métodos de ensino convencionais.
Em agosto de 2022, tornou-se alvo de uma polêmica familiar amplamente repercutida na imprensa, após denúncias públicas feitas por seu irmão, Arthur Fernandes. Em entrevista ao jornalista Marcos Schettini, Arthur apresentou documentos e relatos que, segundo ele, evidenciam comportamentos antiéticos e práticas irregulares por parte do parlamentar, tanto na vida política quanto no âmbito familiar. As acusações incluem o uso indevido de imóveis da família sem compensação financeira, participação em esquemas de ocultação patrimonial, fraudes trabalhistas, utilização de documentos falsos, e favorecimento ilegal de seus empreendimentos particulares — como a rede de motéis da qual é sócio. Fernandes também alega que Bruno Souza agiu para impedir que irmãos, concebidos fora do casamento, tivessem acesso à herança familiar. A gravidade das denúncias levou à abertura de ações judiciais e levantou questionamentos sobre o uso de recursos públicos em sua defesa judicial.Em 2022, concorreu para Deputado Federal, mas não foi eleito, obtendo 2,18%, ou, 86.568.
Em 2024, foi anunciado pelo prefeito reeleito de Florianópolis, Topázio Neto (PSD), como Secretário Municipal de Assistência Social, por indicação de seu partido. Assumiu em janeiro de 2025.
Em janeiro de 2025, a nomeação de Bruno Souza para a Secretaria de Assistência Social de Florianópolis provocou nova onda de polêmicas e questionamentos acerca da polêmica familiar. A Justiça Federal manteve bloqueada uma indenização de R$ 7,82 milhões relacionada à desapropriação de um imóvel em Palhoça, cuja titularidade é contestada. A decisão do TRF4 apontou fortes indícios de irregularidades na aquisição do bem, levantando suspeitas de que a transação teria sido realizada com o intuito de dificultar o acesso de credores aos bens do pai de Bruno Souza, ou mesmo como uma forma disfarçada de doação, o que violaria o direito à herança dos demais herdeiros. As acusações ganharam força com declarações públicas do irmão do deputado, Arthur Souza, que reiterou a existência de transferências patrimoniais ilegais que teriam deixado parte da família sem acesso à herança. A indicação de Bruno Souza para uma pasta voltada à assistência social também foi alvo de críticas por sua suposta falta de formação e experiência na área, levantando dúvidas quanto à adequação técnica e ética do nomeado para o cargo.
A gestão do secretário Bruno Souza na Secretaria de Assistência Social de Florianópolis foi alvo de críticas devido ao desmonte de políticas públicas voltadas à população em situação de rua. Em seus primeiros meses no cargo, Souza determinou o fechamento do Restaurante Popular — equipamento municipal voltado para a segurança alimentar — e paralisou o serviço de Resgate Social, responsável pelo acolhimento emergencial de pessoas em situação de rua. A situação se agravou com a edição da Portaria 003/2025, que restringiu o acesso à hospedagem social, exigindo autorização direta do secretário ou de seus adjuntos para acolhimentos, sem critérios claros de decisão.

As medidas geraram uma série de denúncias por violações de direitos humanos e levaram a Defensoria Pública de Santa Catarina a acionar a Justiça em casos de famílias impedidas de acessar abrigo, incluindo mulheres grávidas e pessoas com deficiência. O principal equipamento remanescente da pasta, a Passarela da Cidadania, foi classificado como insalubre pelo Conselho Nacional de Direitos Humanos, sendo descrito como um “depósito de pessoas”. Apesar das ações judiciais favoráveis à população vulnerável, Bruno Souza mantém o discurso de que “só fica na rua quem quer”, o que intensificou o debate público sobre a condução da política assistencial no município.